# Sphagnum papillosum
Sphagnum papillosum ist eine Torfmoosart der Sektion Sphagnum, die durch ihre goldbraunen bis zu braunen und kurzen, stumpfen und dichtangeordneten Äste leicht erkennbar ist. Sie wird in deutschsprachigen Regionen „Warziges Torfmoos“ genannt.

## Erkennungsmerkmale
Beinahe alle Exemplare von Sphagnum papillosum besitzen in den Chlorophyll-Zellen der Astblätter Papillen; es wurden aber auch einige glatte Formen gefunden. Sie haben Stammblätter mit geteilten hyalinen Zellen, wogegen bei den verwechselbaren Arten Sphagnum palustre und Sphagnum centrale solche Zellen selten oder nicht vorhanden sind. Der Stängel ist braun und trägt spiralige, verstärkende und sichtbare Fibrillen mit üblicherweise 1–2 Poren pro Zelle. Kamm-Fibrillen fehlen an der inneren Wand. Die Stammblätter haben Ausmaße von 1,3 × 0,7 mm. Die Köpfchen sind üblicherweise nicht wesentlich vergrößert. Die Äste sind allgemein kurz und stumpf. Sie bilden Ast-Büschel mit zwei sprießenden und zwei bis drei herabhängenden Zweigen und abstehenden Blättern. Die Aststämmchen besitzen hyaline, nicht ornamentierte Zellen mit meist einer Pore. Die Astblätter haben eiförmige Form und ein Ausmaß von 1,7 × 1 mm. Auf der konvexen Oberseite liegen hyaline Zellen mit runden bis zu elliptischen Poren entlang der Anheftung. Die Zellwände der Astblätter sind dort mit Warzen bedeckt, wo die hyalinen Zellen Chlorophyll-Zellen überlagern. Die Chlorophyllzellen selbst sind im Blattquerschnitt als trapezartig bis flach-elliptisch erkennbar. Sie sind an beiden Oberflächen gleichmäßig verteilt oder an der konvexen Oberseite weniger ausgeprägt. Die Kapseln sind mit zahlreichen spaltenähnlichen Zellgruppen versehen und enthalten Sporen mit einer Größe von 26 bis 36 µm. Sie sind in oberflächennahen Bereichen warziger als in von der Oberfläche entfernteren Regionen. Die Kapseln reifen von Sommermitte bis Spätsommer.

## Systematik
Das Warzige Torfmoos Sphagnum papillosum ist eine Torfmoosart aus der monogenerischen Familie der Sphagnaceae mit der Gattung der Torfmoose (Sphagnum) und deren Sektion Sphagnum.

## Vorkommen
Sphagnum papillosum formt kompakte Teppiche in flachen Bülten. Diese Torfmoosart kommt in Europa, China, Japan, Grönland, Neuseeland und dem nördlichen Amerika vor. Sie ist in nährstoffarmen Moorlebensräumen sehr häufig und dort ein ursächlicher Torfbilder. In extrem ombrotrophen Torfgebieten und in niedrigen und mäßig hochgelegenen Gebieten ist sie aber selten oder überhaupt nicht vorhanden.

## Verwendung
Torf im Allgemeinen wird im Erwerbsgartenbau und auch im privaten Gartenbereich als Pflanzenversorgungsstoff benötigt. Der zu diesen Zwecken erfolgende Torfabbau stößt an Grenzen und gefährdet den Weiterbestand von Torfmooren. Als Alternative wird die Eignung von bestimmten Torfmoosarten und hier auch Sphagnum papillosum für den Einsatz in abgebauten Arealen und die optimierte Produktion untersucht.

## Gefährdung und Schutzmaßnahmen
Sphagnum papillosum wird durch die Zerstörung der Lebensräume gefährdet. Die Weltnaturschutzunion IUCN führt die Art global gesehen nicht in ihrer Roten Liste gefährdeter Arten. Die Bundesrepublik Deutschland beurteilt sie bundesweit ebenso wie ihre Länder Thüringen und Rheinland-Pfalz in der Gefährdungskategorie 3 als gefährdet. Das Land Saarland bezeichnet sie als „ausgestorben oder verschollen“. Die Schweiz bewertet Sphagnum papillosum in ihrer nationalen Roten Liste gefährdeter Arten mit potentiell gefährdet („NT“).
Auf europäischer Ebene wird die Art wie alle Torfmoose in der Fauna-Flora-Habitat-Richtlinie (kurz FFH-Richtlinie) mit Schutzmaßnahmen bedacht, die Entnahme oder Nutzung regeln können (Anhang V) und die Einrichtung von Schutzgebieten vorschreiben (Anhang I). Nach dem deutschen Bundesrecht wird die Art – wieder wie alle Torfmoose – in der Anlage 1 der Bundesartenschutzverordnung – kurz BArtSchV – geführt und damit unter besonderen Schutz gestellt.